# Diwan (escola en bretó)

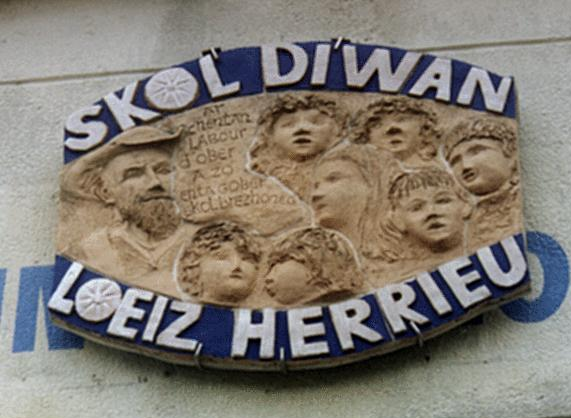
L'escola Diwan Loeiz Herrieu a Lorient

Diwan ("germinació" en bretó) és un grup d'escoles associatives, laiques, gratuïtes i obertes a tothom, creades el 1977, que fan l'ensenyament en sistema d'immersió lingüística en bretó. Les escoles Diwan formen junt amb La Calandreta, la Bressola, les Seaska i les escoles ABCM-Zweisprachigkeit, una confederació d'escoles bilingües a França, Eskolim.

## Origen i reconeixement
El 1977 s'obriren les dues primeres escoles-bressol Diwan a Kemper i Bro Leon, amb un total de set infants, inspirades en les ikastolak basques i les ysgolion meithrin gal·leses, amb l'ensenyament totalment en bretó i de caràcter alternatiu. L'abril del 1979 ja hi havia 11 escoles amb 100 infants, i el 1980 s'obriren les primeres escoles primàries; la primera escola pública es va obrir a Saint Rivoal el 1982 i la primera catòlica a Gwened el 1990. D'aquesta manera, el 1983 Diwan disposava de 19 parvularis i 4 escoles de primària, amb més de 300 alumnes, i es calculava que 21 centres més eren bloquejades a tot Bretanya sota excuses de caràcter administratiu i econòmic. El 1991 ja eren 822 alumnes en 22 escoles.
El 1988 s'obrí a Brest un institut trilingüe de batxillerat. I cap al 1983 les diwan foren reconegudes pel Ministeri d'Educació francès i incorporades des del 1985 al sistema educatiu públic, alhora que rebien algunes subvencions oficials dels organismes regionals. Tanmateix, el 5 de maig del 1990 es manifestaren els professors de diwan a Roazhon perquè només una quarta part d'ells eren pagats pel ministeri. Pel juliol del mateix any aconseguiren que els aleshores 51 mestres diwan fossin remunerats per l'Estat francès, però no els considera funcionaris ni n'assumeix la formació.

## Organització
Cap al 1994 Diwan, dirigit aleshores per J.P. Couteller, disposava als cinc departaments bretons de 24 centres amb 175 mestres i 1.100 alumnes. Dels centres 23 són de preescolar i primària i un de secundària (d'11 a 15 anys) a Brest. De mestres, en formen 7 o 8 a l'any, i se'ls requereix la titulació oficial de magisteri més dos anys de formació en bretó. Són escoles aconfessionals i obertes a tothom, que empren el sistema quebequès d'immersió lingüística i reconeixen tenir contactes amb instàncies educatives de Gal·les, País Basc, Quebec i Catalunya. Als set anys introdueixen el francès com a segona llengua, als 11 introdueixen l'anglès com a tercera i als 13 un quart idioma (alemany o espanyol). Reben algunes subvencions dels departaments, del Conseil Régional de Bretagne, i de la Comissió Europea. Es calcula que cada any augmenten els alumnes en un 15-16%, de manera que el 1997 hi havia 26 centres amb 752 alumnes a preescolar, 651 a primària, 268 a collège i 56 a lycée. En total, 1.753 alumnes.

## Localització
Les escoles Diwan estaven a les següents poblacions: a 
- Bro Leon, a Brest (2), Porzhall, Lanniliz (2), Lesneven,, Ar Releg, Kastell-Paol;
- Bro Dreger, a Lannuon, Gwengamp i Pempoull; a
- Bro Kernev, a Kemper (2), a Bannaleg, Tregon,;
- Bro Gwened, An Oriant i Gwened (2);
- Bro Sant Brieg, a Sant Brieg;
- Bro-Roazhon: una a Roazhon i una altra a Dinan
- Bro-Naoned: a Naoned, Sant-Nazer (Saint Nazaire) i Gwenrann (Guérande).